# Sun-Hwa Kwon
Sun-Hwa "Sun" Kwon (Hangŭl: 백선화 o 권선화; Hanja: 白善華) nata Paik (백) è un personaggio della serie televisiva Lost, interpretato da Yunjin Kim. È una dei 48 sopravvissuti della sezione centrale dell'aereo ed è la moglie di Jin.

## Prima dello schianto
Sun nasce il 20 marzo 1980 all'interno della potente famiglia Paik, nativa di Seul, ricevendo un'educazione privilegiata e lussuosa. In seguito studierà storia dell'arte all'Università nazionale di Seul. Conclusi gli studi, la madre le combina un incontro con un potenziale marito, Jae Lee. I due hanno una relazione, che però viene bruscamente interrotta quando Sun viene a sapere che Jae sta per sposare una donna americana. Poco dopo incontrerà Jin, il futuro marito. Sun pensa che suo padre non accetterà mai la loro relazione, ma poco dopo si vede offrire un anello di fidanzamento da parte di Jin. Poco tempo dopo il matrimonio, Sun viene avvicinata da una donna, che la ricatta: rivelerà alla famiglia Paik che in realtà la madre di Jin (la donna stessa) è una prostituta, a meno che non le venga consegnata una grossa somma di denaro. Sun chiede i soldi al padre, che quando capisce che sono a causa di Jin, chiede il ragazzo lavori alle sue dirette dipendenze finché il debito non sarà ripagato. A causa del lavoro, Jin si allontana sempre più dalla moglie, che medita di scappare di casa. Comincia così a prendere lezioni di inglese da Jae, che nel frattempo era tornato in Corea.
Dopo molte lezioni, la relazione fra Sun e Jae torna a farsi più seria. I due vengono trovati a letto insieme da Mr. Paik e la relazione finisce. In seguito, i due coniugi cercano di avere un bambino, ma tutti i loro tentativi falliscono. Al contrario di quanto dichiarato però dallo specialista della fertilità a cui i due si sono rivolti, è Jin e non Sun ad essere sterile. Durante i preparativi per un viaggio di lavoro con Jin a Sydney e a Los Angeles, Sun si mette in contatto con una donna che, spacciandosi per un'arredatrice, le fornisce una falsa d'identità e una via di fuga. Dovrà lasciare Jin all'aeroporto di Sydney, dove una macchina verrà a prenderla.
All'aeroporto, però un fiore offertole da Jin le fa cambiare idea e decide di accompagnarlo a Los Angeles. I due si imbarcano sul volo Oceanic 815 e poche ore dopo si schiantano sull'isola.

## Dopo lo schianto

### Prima stagione
In seguito allo schianto, Jin è iperprotettivo nei confronti di Sun, a cui dice che si dovranno isolare dagli altri sopravvissuti. Tutte le volte in cui un naufrago prova a comunicare con lei, Sun viene severamente ripresa dal marito. Quando una mattina Jin viene ammanettato alla carcassa dell'aereo dopo aver attaccato Michael, Sun cerca di indicare l'orologio che Jin ha al polso, ma ciò viene interpretato come una richiesta di togliere le manette. È per questo che più tardi dice tutto a Michael in inglese, pregandolo di non rivelare a nessuno il suo bilinguismo. In seguito, Sun si mostra più vicina al resto dei naufraghi: aiuta a rimuovere le rocce dalla caverna in cui Jack e Charlie sono intrappolati e trova un modo per curare l'asma di Shannon, provocando l'ira di Jin.
Qualche giorno dopo, comincia a creare un orto con diversi tipi di frutta e verdura. Kate si unisce a lei per aiutarla, e ben presto anche lei scopre il segreto di Sun. Quando la zattera viene incendiata, Sun trova Jin alle caverne con delle bruciature sulle mani, ma quando gli chiede se sia stato lui ad appiccare l'incendio, l'uomo si arrabbia. Jin verrà quindi accusato dell'incendio e per difenderlo Sun è costretta a rivelare il suo segreto a tutti naufraghi: questo però offende profondamente Jin, che si considera tradito e decide di non parlarle più. Quando Boone viene portato alle grotte in gravi condizioni, è Sun ad aiutare Jack a curarlo, ma tutti i loro sforzi sono vani: Boone muore.
Alla vigilia della partenza della zattera di Jin, Sun esprime le sue preoccupazioni sul viaggio a Kate. Questa le consiglia di avvelenare il marito per farlo rimanere sull'isola, ma si sbaglia e finisce per avvelenare Michael al suo posto. Poco prima della partenza, Sun dà a Jin un piccolo frasario inglese/coreano con la trascrizione in caratteri fonetici. Lo prega poi di rimanere, ma lui vuole andare a cercare soccorsi per portarla via al più presto. I due si riconciliano.

### Seconda stagione
Sun viene avvicinata da Claire e Shannon, che le danno un messaggio in bottiglia, trasportato dalla zattera di Jin. Nel tentativo di tenere la cosa segreta, la sotterra nella sabbia. Successivamente si accorge di avere perso la fede nuziale e comincia a cercarla freneticamente, arrivando anche a distruggere l'orto: scoprirà di averlo sotterrato con la bottiglia. Giorni dopo, Jin e Sun vengono riuniti quando questo ritorna con il gruppo della sezione di coda. Quando Michael parte improvvisamente per andare a cercare Walt, Sun proibisce a Jin di andare ad aiutarlo e di lasciarla nuovamente sola. Giorni dopo, Sun viene rapita mentre sta lavorando nell'orto. Sun riesce a scappare, ma non riesce a vedere chi ha tentato di rapirla: sviene, risvegliandosi al campo e con pochi ricordi della traumatica esperienza.
Temendo per la sua sicurezza, Jin proibisce a Sun di lavorare ulteriormente all'orto e per esserne ancor più sicuro lo distrugge. Cominciando a provare una sensazione di nausea, Sun chiede a Sawyer un test di gravidanza, che risulta positivo, e lo dice a Jin. Gli dice anche della sua sterilità, ma giura di non aver mai dormito con nessun altro; aveva avuto una relazione con Jae, che il marito non ha mai scoperto. Alla fine della stagione, Sayid chiede a Sun di chiedere a Jin di andare con lui nel suo viaggio verso il campo degli Altri con la banca di Desmond. Sun insiste però per accompagnare i due, dicendo a Sayid che gli servirà un interprete. La coppia rimane sulla barca mentre Sayid va ad esplorare il campo e, una volta che l'ex-soldato ritorna, i tre sono testimoni della luce successiva all'esplosione della botola.

### Terza stagione
Sun è ancora a bordo della barca con Jin e Sayid e poco dopo arrivano al molo. Sayid la informa del suo piano di rapire due degli Altri e le chiede di mentire a Jin. In realtà l'inglese di Jin è migliorato a tal punto da capire molte delle cose che i due dicono e lo dice alla moglie. Durante la notte, Sun si nasconde nella barca mentre i due aspettano sulla spiaggia. In realtà, gli Altri arrivano via mare e Sun incontra Colleen, che ferisce gravemente con un colpo di pistola. Sun riesce a scappare, schivando il colpo di risposta di Tom. Riesce poi ad arrivare a riva, da cui poi lei, Sayid e Jin ritorneranno all'accampamento.
Alla morte di Nikki e Paulo, contribuisce alle indagini sulle cause: all'inizio pensa si tratti di avvelenamento, ma poi darà la colpa agli Altri, ricordando il suo tentato rapimento. Quando viene a sapere della messinscena di Sawyer, lo schiaffeggia e in seguito si rifiuta di rivolgergli la parola, dicendogli che se Jin venisse a saperlo, la prossima tomba ad essere scavata sarà la sua. Dopo l'arrivo al campo di Juliet, le chiede informazioni sulla sua gravidanza ed è sconvolta al sapere che le donne incinte sull'isola muoiono. In seguito, la dottoressa porta Sun alla stazione medica, dove viene determinata approssimativamente la data del concepimento del bambino: è figlio di Jin e non di Jae, come la giovane temeva. Il problema è un altro: a Sun rimangono solo altri due mesi di vita prima di entrare nel secondo trimestre, periodo critico per le gravidanze sull'isola.

La fiducia di Sun in Juliet viene a mancare quando viene riprodotto il nastro della conversazione fra Ben e Juliet, che lo informa della gravidanza di Sun. Quando Karl arriva al campo per avvisare dell'imminente arrivo degli Altri, Sun fa parte del gruppo diretto alla torre radio, mentre Jin rimane alla spiaggia. Sebbene all'inizio sia preoccupata per l'esito dell'attentato agli Altri, più tardi festeggia insieme a Rose per la notizia che i rispettivi mariti sono ancora vivi. Assiste poi alla chiamata di Jack al cargo di Naomi.

### Quarta stagione
In seguito al contatto con la nave, Sun si dirige verso la spiaggia insieme al resto del gruppo e si riunisce con Jin nei pressi del punto in cui si è schiantata la parte frontale dell'aereo. Dopo aver appreso della morte di Charlie e dell'intenzione di Locke di tornare alla Base, i due decidono di rimanere alla spiaggia con Jack, dove aspetteranno i soccorsi. Sun però è dubbiosa sui motivi che hanno portato il gruppo di Daniel sull'isola, e decide di andarsene con Jin. Quando Juliet lo viene a sapere, cerca di salvare Sun rivelando a Jin della sua probabile morte a causa della gravidanza sull'isola e della sua relazione con Jae. Jin si allontana da Sun, che ha paura che la possa lasciare. Sun parla con Juliet, che le ricorda che ha poco tempo per lasciare l'isola prima che gli effetti della stessa sulla sua gravidanza si facciano sentire. In seguito, Jin perdona la moglie e i due decidono di tornare alla spiaggia.
Quando Sayid ritorna dal Kahana, Juliet insiste che Sun faccia parte del primo gruppo ad essere messo in salvo, dato il suo stato, e le affida Aaron. A bordo del cargo, Sun è scioccata nel rivedere Michael, ma i due hanno poco tempo per parlare prima che venga ritrovata un'enorme quantità di C-4 a bordo della nave. Jin dice alla moglie di tornare sul ponte. Nel finale di stagione, Sun riesce a salire sull'aereo con il resto dei Sei della Oceanic, Desmond e Frank, mentre la stessa cosa non riesce a Jin, che rimane coinvolto nell'esplosione del Kahana, a cui Sun assiste impotente, urlando disperatamente. L'elicottero si dirige quindi verso l'isola, che è ormai sparita. Dopo lo schianto dell'elicottero, dovuto all'esaurimento del carburante, gli otto trovano rifugio su una zattera di salvataggio e vengono raccolti dal Searcher, la barca di Penelope. Sun trascorre una settimana sulla barca, prima di partire con gli altri Sei della Oceanic verso Sumba, da cui torneranno a casa.

## Dopo l'isola

### Quarta stagione
Sun è ora una dei Sei della Oceanic e mente a tutti dicendo che Jin non è sopravvissuto allo schianto del volo 815. Poco dopo il suo arrivo in Corea, la donna compra una quota di maggioranza delle industrie del padre, grazie all'indennità ricevuta dalla Oceanic. Mesi dopo (estate 2005), Sun dà alla luce una bambina, che chiama Ji Yeon, proprio come era desiderio di Jin. Riceve una visita da parte di Hurley e insieme visitano la tomba di Jin.
Tre anni dopo, Sun si reca a Londra per parlare con Charles Widmore, a cui rivela che sa che sta cercando l'isola e che è a conoscenza delle menzogne dei Sei. Gli dà quindi il suo biglietto da visita, chiedendogli di chiamarla, quando vorrà lavorare con lei, poiché hanno degli "interessi in comune".

### Quinta stagione
Sun viene presto ricontattata da Widmore, che la blocca all'aeroporto di Heathrow: vuole sapere quali sarebbero gli interessi in comune. La risposta di Sun è semplice: uccidere Ben. A Los Angeles Sun contatta Kate, a cui dice di non avercela con lei per la morte di Jin, che non era riuscita a trovare prima che l'elicottero partisse. In seguito, quando Kate deve incontrare l'avvocato che vorrebbe farle causa, è Sun ad occuparsi di Aaron. La sera, Kate dice a Sun di raggiungerla al molo di Los Angeles, dove si incontreranno con Ben.
Sun viene a sapere da Ben che Jin è ancora vivo, ricevendo come prova la fede nuziale che il marito aveva dato a Locke. Ben la convince poi a seguirlo con Jack da Eloise Hawking, che indicherà loro come ritornare sull'isola: dovranno imbarcarsi sul volo Ajira 316 da Los Angeles a Guam. Così Sun ed il resto dei "sei della Oceanic" (ed il comandante Lapidus alla guida) ritornano a volare al di sopra dell'isola ed un nuovo incidente li fa precipitare. Durante la caduta, però, una luce bianca avvolge alcuni dei passeggeri; Jack, Kate, Hugo e Sayid infatti si ritroveranno sull'isola nel 1977 e qui incontreranno Sawyer, Juliet, Miles e Jin. Sun, Lapidus e Ben, invece, si ritroveranno sull'isola nel presente; qui incontreranno Christian Shephard, il quale mostrerà loro una foto del personale del progetto DHARMA del '77 ed in essa riconoscono i loro amici, tra cui Jin. Così Sun capisce che lei e suo marito si trovano su due assi temporali diversi ma, avendo la certezza che Jin è vivo, non smetterà mai di cercarlo.
Nel finale di stagione, Juliet si sacrifica per far esplodere una bomba all'interno del cantiere della stazione del Cigno, con l'intento di contrastare l'enorme massa di energia elettromagnetica che si sta sprigionando. Questa esplosione consentirà all'assetto temporale di "riallinearsi", consentendo a tutti quelli che sono sull'isola di ritrovarsi nel presente.

### Sesta stagione e morte
Ora tutti quelli che si trovano sull'isola sono nel presente e Sun e Jin non smettono di cercarsi. Jin e Sun riescono finalmente a ricongiungersi quando il gruppo formato da Sawyer, Kate, Claire, Hugo, Lapidus e Sun arriva sull'isola dell'Idra, dove si trovano gli uomini di Widmore, ma poi vengono tutti fatti prigionieri e rinchiusi nelle gabbie per orsi. A Locke/Fumo nero interessa che nessuno dei candidati resti sull'isola e dunque, con l'aiuto di Jack, li libera dalla gabbia. Decidono di lasciare l'isola tutti insieme utilizzando il sottomarino di Widmore, ma cercano di imbrogliare Locke/Fumo nero lasciandolo a terra, insieme a Claire. Ben presto però i sopravvissuti scoprono che il Fumo nero ha nascosto nello zaino di Jack una carica di esplosivo con un timer azionato, e capiscono che era proprio questo il piano di Locke: voleva riunirli tutti in un luogo chiuso da cui non potevano fuggire, perché lui avrebbe potuto lasciare l'isola solo se i candidati fossero tutti morti.
L'esplosione è prossima e Sayid decide di sacrificarsi (e probabilmente redimersi) cercando di allontanarsi il più possibile con la bomba, che esplode uccidendolo. Nell'esplosione, però, Sun rimane con le gambe intrappolate e dopo vari tentativi vani di liberarla, Jin manda via tutti gli altri dal sottomarino, per far sì che possano salvarsi, rimanendo insieme a sua moglie. Sun lo prega di mettersi in salvo, ma Jin decide di rimanere accanto a lei mentre il sottomarino imbarca acqua e comincia ad affondare, con l'intento di mantenere la sua promessa: non lasciarla mai più. Muoiono affondando con il sottomarino, insieme.

## Realtà parallela
Nella realtà parallela Jin e Sun non sono sposati. Lui lavora per il Signor Paik ma, come tutti gli altri suoi dipendenti, non gli è concesso avere contatti con la figlia. I due invece, andando contro ogni regola, sono amanti e Sun vorrebbe fuggire insieme per poter vivere il loro amore liberamente. Lei vorrebbe usufruire del suo conto in banca per organizzare questa fuga, ma avviene un imprevisto. Si trovano a L.A. per portare a termine una consegna a nome del Signor Paik (un orologio e 25.000 dollari), ma in aeroporto gli vengono confiscati i soldi perché non dichiarati. In albergo li raggiunge Martin Keamy: era lui il destinatario della consegna. Dato che non hanno più i soldi, Sun propone di prenderli dal suo conto ma, una volta in banca (insieme a Mikhail), scopre che il suo conto è stato chiuso: suo padre li ha scoperti. Tornata da Keamy, scopre che c'è stata una sparatoria; Jin irrompe e, in seguito a una colluttazione con Mikhail, partono alcuni colpi. Uno di questi colpisce Sun all'addome; mentre Jin la soccorre, lei gli confessa di essere incinta.

In ospedale, Sun si riprende e viene a sapere che anche il suo bambino sta bene. Lei e Jin decidono di iniziare una nuova vita, tutti e tre insieme.

## Creazione del personaggio
In origine, Yunjin Kim aveva fatto un'audizione per il ruolo di Kate. Al provino aveva spiegato come parlasse normalmente il coreano, essendo cresciuta in Corea, dove è stata protagonista di alcuni film. I produttori sono stati così soddisfatti del provino da creare il personaggio di Sun appositamente per lei.

## Episodi dedicati a Sun
| Stagione | Titolo italiano                        | Titolo originale                   | Tipo di flash    |
| -------- | -------------------------------------- | ---------------------------------- | ---------------- |
| 1        | La casa del sol levante                | House of the Rising Sun            | flashback        |
| 1        | Esodo, prima parte                     | Exodus: Part 1                     | flashback        |
| 2        | Oggetti smarriti                       | …And Found                         | flashback        |
| 2        | Tutta la verità                        | The Whole Truth                    | flashback        |
| 3        | La ballerina di vetro                  | The Glass Ballerina                | flashback        |
| 3        | Data del concepimento                  | D.O.C.                             | flashback        |
| 4        | Ji Yeon                                | Ji Yeon                            | flashforward     |
| 4        | Casa dolce casa, prima parte           | There's No Place Like Home: Part 1 | flashforward     |
| 4        | Casa dolce casa, seconda e terza parte | There's No Place Like Home: Part 2 | flashforward     |
| 5        | Questo posto è la morte                | This Place Is Death                | flashpresent     |
| 6        | Los Angeles LAX - 1ª e 2ª parte        | LA X: Parts 1 & 2                  | realtà parallela |
| 6        | Il pacco                               | The Package                        | realtà parallela |
| 6        | L'ultima recluta                       | The Last Recruit                   | realtà parallela |